# Léon Roche
Pour les articles homonymes, voir Roche (homonymie).
Léon Roche est un homme politique socialiste et un résistant français né le 29 juin 1895 à Oradour-sur-Vayres (Haute-Vienne) et mort le 26 juin 1944 à Paris.

## Biographie
Exploitant agricole, membre de la Section française de l'Internationale ouvrière (SFIO), Léon Roche succède à son père (médecin) à la mairie puis au conseil général d'Oradour, respectivement en 1920 et 1923. Il est élu député en 1932 et réélu en 1936. Il appartient à la commission du Suffrage universel.
Le 9 juillet 1940, il vote contre le principe d'une révision constitutionnelle, avec ses collègues Jean Biondi (SFIO) et Alfred Margaine (radical). Sa dernière intervention eut lieu en 1939, à l'occasion d'un débat relatif à une proposition de loi sur l'industrie et le commerce de détail de la chaussure, pour en demander la réorganisation. La guerre devait interrompre sa carrière politique.
Léon Roche fut parmi les 80 parlementaires qui refusèrent le 10 juillet 1940 à Vichy les pouvoirs constituants au maréchal Pétain. En Limousin sur les 22 parlementaires 3 ont voté contre : Léon Roche, Alexis Jaubert, et le sénateur François Labrousse.
Léon Roche s'engage ensuite dans la Résistance, participant à la reconstruction de la SFIO (Comité d'action socialiste, puis SFIO clandestine) et travaillant en liaison avec le Conseil national de la Résistance. 
Il meurt peu avant la Libération de Paris. D'abord inhumé au cimetière du Montparnasse à Paris, il est transféré en 1947 au cimetière de sa commune natale.
Plusieurs odonymes lui rendent hommage, notamment à Limoges (rue Léon-Roche) et Oradour-sur-Vayres (place Léon-Roche).